# Mistrzostwa Europy w Szermierce 1991
Mistrzostwa Europy w Szermierce 1991 – 4. edycja mistrzostw odbyła się w austriackim mieście Wiedeń w 1991 roku.

## Klasyfikacja medalowa
| Lp. | Państwo        | złoto | srebro | brąz | Razem |
| --- | -------------- | ----- | ------ | ---- | ----- |
| 1   | Węgry          | 9     | 3      | 3    | 15    |
| 2   | Niemcy         | 1     | –      | 1    | 2     |
| 3   | Austria        | –     | 3      | 2    | 5     |
| 4   | Francja        | –     | 3      | 1    | 4     |
| 5   | Bułgaria       | –     | 1      | –    | 1     |
| 6   | Polska         | –     | –      | 3    | 3     |
| 7   | Czechosłowacja | -     | –      | 2    | 2     |
| 8   | Grecja         | –     | –      | 1    | 1     |
| –   | Włochy         | –     | –      | 1    | 1     |
| –   | Holandia       | –     | –      | 1    | 1     |

## Medaliści

### Mężczyźni
| Złoto                                                                     | Srebro              | Brąz                                                                        |
| Floret                                                                    |                     |                                                                             |
| István Busa                                                               | Michael Ludwig      | Bogusław Zych Zsolt Érsek                                                   |
| Węgry · István Busa · Zsolt Érsek · Zsolt Németh · Csaba Kun              | Francja             | Polska · Bogusław Zych · Adam Krzesiński · Leszek Bandach · Wojciech Ryczek |
| Szpada                                                                    |                     |                                                                             |
| Iván Kovács                                                               | Jean-Marc Muratorio | Arno Strohmayer Jiří Douba                                                  |
| Niemcy · Günter Jauch · André Kühnemund · Patrick Draenert · Ingo Grausam | Austria             | Czechosłowacja                                                              |
| Szabla                                                                    |                     |                                                                             |
| Bence Szabó                                                               | Péter Abay          | Zisis Babanasis György Nébald                                               |
| Węgry · Bence Szabó · Péter Abay · György Nébald · Imre Bujdosó           | Francja             | Austria                                                                     |

### Kobiety
| Złoto                                                                        | Srebro          | Brąz                                                                        |
| Floret                                                                       |                 |                                                                             |
| Zsuzsanna Jánosi                                                             | Ildikó Pusztai  | Monika Weber Lucia Traversa                                                 |
| Węgry · Zsuzsanna Jánosi · Ildikó Pusztai · Ildikó Mincza · Gertrúd Stefanek | Bułgaria        | Francja                                                                     |
| Szpada                                                                       |                 |                                                                             |
| Mariann Horváth                                                              | Zsuzsanna Szőcs | Gyöngyi Szalay Pernette Osinga                                              |
| Węgry · Mariann Horváth · Zsuzsanna Szőcs · Gyöngyi Szalay · Marina Várkonyi | Austria         | Polska · Anna Rotkiewicz · Iwona Oleszyńska · Agata Stępień · Anita Iwańska |